# Parmotrema laongii
Parmotrema laongii är en lavart som först beskrevs av Lynge, och fick sitt nu gällande namn av Marcelli & Jungbluth. Parmotrema laongii ingår i släktet Parmotrema och familjen Parmeliaceae.   Inga underarter finns listade i Catalogue of Life.